# Paraixà de la setmana
Paraixà (en hebreu: פרשת השבוע, Parasha HaShavua), és el nom donat a cadascuna de les 54 parts en les que es divideix la Torà (Pentateuc) en el judaisme, per així facilitar la seva lectura setmanal al llarg d'un cicle anual.

## Taula de les paraixot
Cada Paraixà es nomena amb la primera paraula amb la qual comença, i no necessàriament comença en el versicle 1 d'algun capítol. La divisió de les paraixot actualment es basa en la llista sistemàtica establerta per Moixè ben Maimón, el Rambam (en hebreu: משה בן מימון, més conegut com a Maimònides) en el Mixné Torà, les lleis de Tefil·lín, Mezuzà i els rotlles de la Torà, capítol 8.
| Llibre               | Setmana | Paraixà                     | Porció bíblica   |
| -------------------- | ------- | --------------------------- | ---------------- |
| Bereixit(Gènesi)     | 1       | Bere’shit, בראשית           | Gn 1:1 - 6:8     |
| Bereixit(Gènesi)     | 2       | Noaj, נח                    | Gn 6:9 - 11.32   |
| Bereixit(Gènesi)     | 3       | Lej Leja, לך לך             | Gn 12:1 - 17.27  |
| Bereixit(Gènesi)     | 4       | Vayeira, וירא               | Gn 18:1 - 22.24  |
| Bereixit(Gènesi)     | 5       | Jayei Sarah, חיי שרה        | Gn 23:1 - 25:18  |
| Bereixit(Gènesi)     | 6       | Toledot, תולדות             | Gn 25:19 - 28:9  |
| Bereixit(Gènesi)     | 7       | Vayetze, ויצא               | Gn 28:10 - 32:3  |
| Bereixit(Gènesi)     | 8       | Vayishlaj, וישלח            | Gn 32:4 - 36:43  |
| Bereixit(Gènesi)     | 9       | Vayeshev, וישב              | Gn 37:1 - 40:23  |
| Bereixit(Gènesi)     | 10      | Miketz, מקץ                 | Gn 41:1 - 44:17  |
| Bereixit(Gènesi)     | 11      | Vayigash, ויגש              | Gn 44:18 - 47:27 |
| Bereixit(Gènesi)     | 12      | Vayeji, ויחי                | Gn 47:28 - 50:26 |
| Xemot(Èxode)         | 13      | Shemot, שמות                | Ex1:1 - 6:1      |
| Xemot(Èxode)         | 14      | Va’eira, וארא               | Ex6:2 - 9.35     |
| Xemot(Èxode)         | 15      | Bo, בא                      | Ex10:1 - 13.16   |
| Xemot(Èxode)         | 16      | Beshalaj, בשלח              | Ex13.17 - 17.16  |
| Xemot(Èxode)         | 17      | Yitro, יתרו                 | Ex18:1 - 20.23   |
| Xemot(Èxode)         | 18      | Mishpatim, משפטים           | Ex21:1 - 24:18   |
| Xemot(Èxode)         | 19      | Terumah, תרומה              | Ex25:1 - 27:19   |
| Xemot(Èxode)         | 20      | Tetzaveh, תצווה             | Ex27:20 - 30:10  |
| Xemot(Èxode)         | 21      | Ki Tisa’, כי תשא            | Ex30:11 - 34:35  |
| Xemot(Èxode)         | 22      | Vayakhel, ויקהל             | Ex35:1 - 38:20   |
| Xemot(Èxode)         | 23      | Pekudey, פקודי              | Ex38:21 - 40:38  |
| Vayikrà(Levític)     | 24      | Vayikra’, ויקרא             | Lv 1:1 - 5.26    |
| Vayikrà(Levític)     | 25      | Tzav, צו                    | Lv 6:1 - 8.36    |
| Vayikrà(Levític)     | 26      | Shemini, שמיני              | Lv 9:1 - 11.47   |
| Vayikrà(Levític)     | 27      | Tazria, תזריע               | Lv 12:1 - 13.59  |
| Vayikrà(Levític)     | 28      | Metzora, מצורע              | Lv 14:1 - 15.33  |
| Vayikrà(Levític)     | 29      | Ajarei, אחרי מות            | Lv 16:1 - 18.30  |
| Vayikrà(Levític)     | 30      | Kedoshim, קדושים            | Lv 19:1 - 20.27  |
| Vayikrà(Levític)     | 31      | Emor, אמור                  | Lv 21:1 - 24:23  |
| Vayikrà(Levític)     | 32      | Behar, בהר                  | Lv 25:1 - 26:2   |
| Vayikrà(Levític)     | 33      | Bejukotai, בחוקותי          | Lv 26:3 - 27:34  |
| Bamidbar(Nombres)    | 34      | Bamidbar, במדבר             | Nm 1:1 - 4.20    |
| Bamidbar(Nombres)    | 35      | Naso, נשא                   | Nm 4.21 - 7:89   |
| Bamidbar(Nombres)    | 36      | Behaaloteja, בהעלותך        | Nm 8:1 - 12.16   |
| Bamidbar(Nombres)    | 37      | Shlaj, שלח לך               | Nm 13:1 - 15.41  |
| Bamidbar(Nombres)    | 38      | Koraj, קרח                  | Nm 16:1 - 18.32  |
| Bamidbar(Nombres)    | 39      | Jukat, חקת                  | Nm 19:1 - 22:1   |
| Bamidbar(Nombres)    | 40      | Balak, בלק                  | Nm 22:2 - 25:9   |
| Bamidbar(Nombres)    | 41      | Pinjas, פנחס                | Nm 25:10 - 30:1  |
| Bamidbar(Nombres)    | 42      | Matot, מטות                 | Nm 30:2 - 32:42  |
| Bamidbar(Nombres)    | 43      | Masei, מסעי                 | Nm 33:1 - 36:13  |
| Devarim(Deuteronomi) | 44      | Devarim, דברים              | Dt 1:1 - 3.22    |
| Devarim(Deuteronomi) | 45      | Va’etjanan, ואתחנן          | Dt 3.23 - 7.11   |
| Devarim(Deuteronomi) | 46      | ‘Ekev, עקב                  | Dt 7.12 - 11.25  |
| Devarim(Deuteronomi) | 47      | Re’eh, ראה                  | Dt 11.26 - 16.17 |
| Devarim(Deuteronomi) | 48      | Shoftim, שופטים             | Dt 16.18 - 21:9  |
| Devarim(Deuteronomi) | 49      | Ki Tetze’, כי תצא           | Dt 21.10 - 25:19 |
| Devarim(Deuteronomi) | 50      | Ki Tavo’, כי תבוא           | Dt 26:1 - 29:8   |
| Devarim(Deuteronomi) | 51      | Nitzavim, ניצבים            | Dt 29:9 - 30:20  |
| Devarim(Deuteronomi) | 52      | Vayelej, וילך               | Dt 31:1 - 31:30  |
| Devarim(Deuteronomi) | 53      | Ha’azinu, האזינו            | Dt 32:1 - 32:52  |
| Devarim(Deuteronomi) | 54      | VeZo’t HaBrajah, וזאת הברכה | Dt 33:1 - 34:12  |